# Bertha Phillpotts
Pour les articles homonymes, voir Phillpotts.
Bertha Surtees Phillpotts née le 25 octobre 1877 à Bedford et morte le 20 janvier 1932 à Cambridge, est une universitaire britannique, spécialiste des langues scandinaves, de la littérature nordique et de l'histoire de la Scandinavie. Elle est principale de Westfield College (1919-1921) et la troisième principale de Girton College (1922-1925).

## Biographie

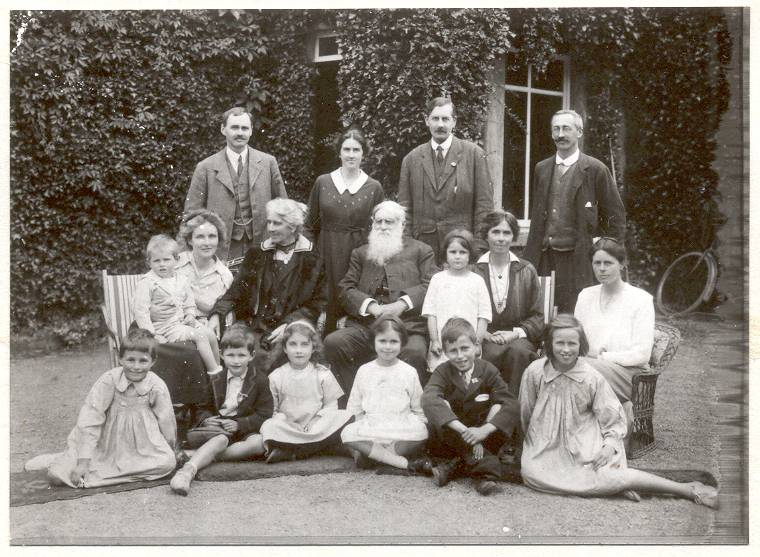
James et Marian Phillpotts, les parents de Bertha, et leur descendance, photo prise à l'occasion de leurs noces d'or

Bertha Phillpotts, cinquième enfant d'une fratrie de six, est la fille de James Surtees Phillpotts (en), directeur de la Bedford School (en). Sa mère, Marian Hadfield Cordery, est la sœur d'Henrietta Cordery, mère de Sophia Jex-Blake et Katharine Jex-Blake, toutes deux engagées dans des questions liées à l'accès à l'université des femmes. Elle ne reçoit que très peu d'éducation formelle, étant éduquée à domicile et grâce aux conseils de plusieurs enseignants de Bedford School. Elle gagne la médaille d'or de la Société nationale des professeurs de français en Angleterre (SNPFA). En 1898, elle obtient une bourse pour Girton College (Cambridge), où elle fait des études de langues scandinaves anciennes et celtiques.

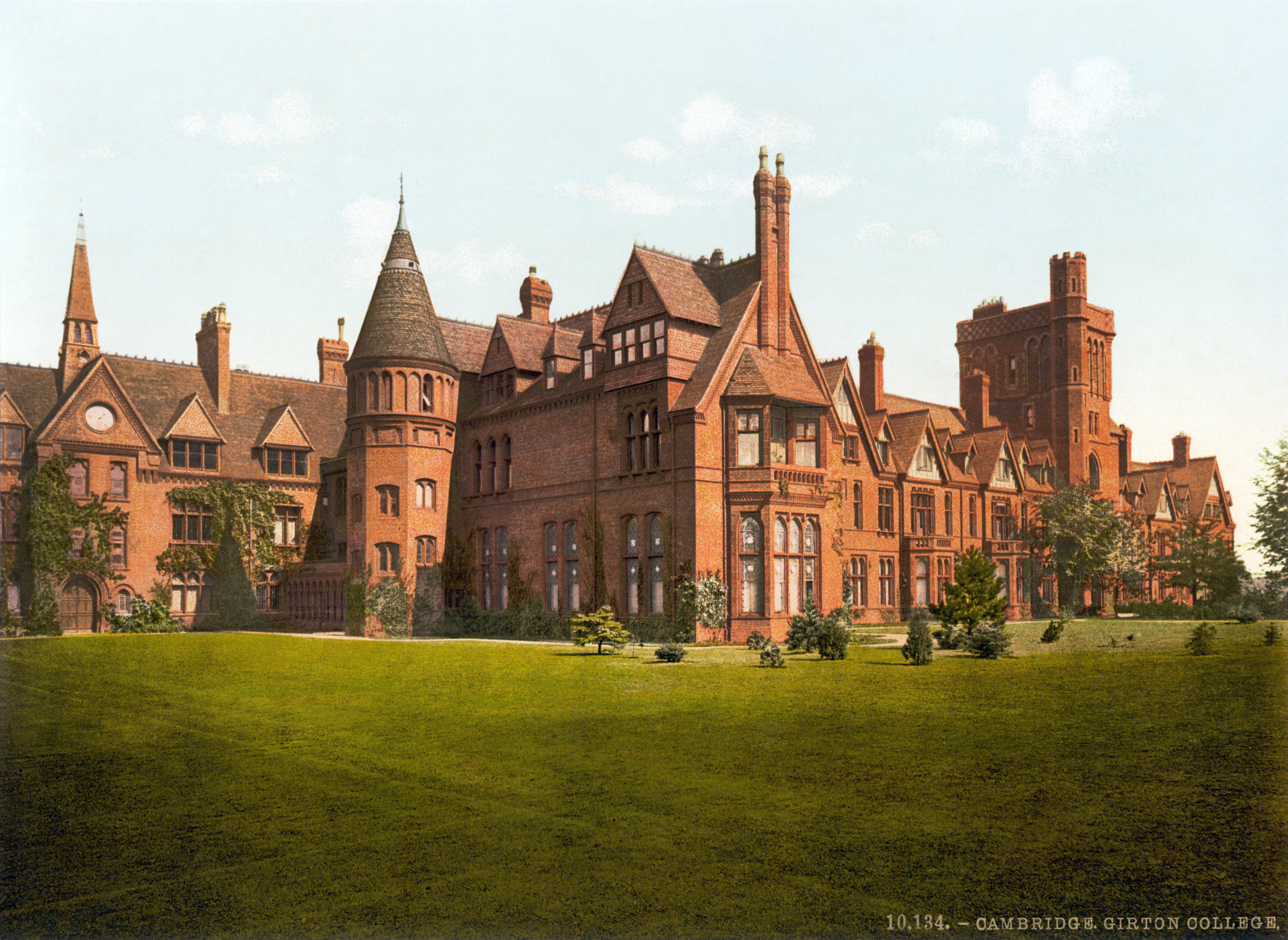
Girton College dans les années 1890

Elle est certifiée en 1901, avec la mention très bien aux tripos de langues médiévales et modernes, en allemand et en français. Comme l'université d'Oxford ne délivre pas de diplômes aux étudiantes, elle passe sa licence et son master à Trinity College, en Irlande. Son intérêt pour l'histoire et l'archéologie scandinave va croissant, et elle se spécialise progressivement dans les langues scandinaves, avec une prédilection pour l'Islande. Elle bénéficie du tutorat d'Eiríkr Magnússon, bibliothécaire à l'université de Cambridge. Elle complète ses études en Islande et à Copenhague, grâce à une nouvelle bourse d'études Pfeiffer en 1903-1904 puis en 1905-1906. De 1906 à 1909, elle travaille comme bibliothécaire à Girton College, puis elle est secrétaire d'Anatole von Hügel, au musée d'archéologie et d'ethnologie de l'université de Cambridge (en). En 1911, elle obtient le Gamble Prize pour Studies in the Later History of the Teutonic Kindreds. En 1913, elle devient Lady Carlisle Research Fellow au Somerville College
Durant la Première Guerre mondiale , elle travaille pendant un temps à la légation britannique de Stockholm.

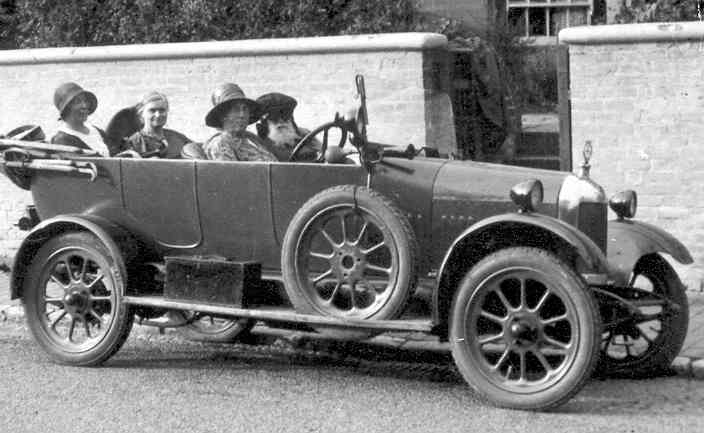
Sa voiture, "Freda", vers 1930

À son retour en Angleterre, Bertha Phillpotts est nommée principale de Westfield College de 1919 à 1921, et membre du conseil consultatif pour l'éducation, à partir de 1922 jusqu'en 1932. Elle devient principale (Head mistress) de Girton College, en 1922, succédant à sa cousine germaine Katharine Jex-Blake. Durant son mandat de principale, elle obtient une charte royale pour le collège.
Elle occupe ce poste jusqu'en 1925, puis elle en démissionne, pour des raisons familiales, tout en restant « fellow » de Girton College, directrice des études scandinaves et enseignante, de 1926 à sa mort en 1932.
De 1923 à 1927, Bertha Phillpotts siège à la commission statutaire de l'université de Cambridge, puis de 1926 à 1928, elle est membre de la commission de l'université de Londres.
En juin 1931, elle épouse un ami de longue date, Hugh Frank Newall, astrophysicien et membre de la Royal Society. Elle meurt d'un cancer, à leur domicile de Cambridge, le 20 janvier 1932. Elle est enterrée  au cimetière de Tunbridge Wells.

## Recherches
Son travail de recherche inclut des traductions de sagas islandaises et des études sur l'influence du vieux norrois et de l'islandais sur la langue anglaise. Elle a particulièrement étudié les drames rituels dans l'Edda poétique.

## Publications
- Kindred and Clan (1913), rééd. Cambridge University Press, 2010.  (ISBN 978-1-108-01050-4).
- The Elder Edda and Ancient Scandinavian Drama (1920), rééd. Cambridge University Press, 2011.  (ISBN 978-1-107-69484-2).
- (édition scientifique) The Life of the Icelander Jón Ólafsson, Traveller to India, 1923.
- Wyrd and Providence in Anglo-Saxon Thought (1928, rééd. in Interpretations of Beowulf: a critical anthology, R.D. Fulk, Indiana University Press, 1991.
- Edda and Saga, 1931.

## Distinctions
- 1911 : membre de la Société royale des antiquaires du Nord à Copenhague (Kongelige Nordiske Oldskriftselskab)[1].
- En reconnaissance de son service en temps de guerre à la Légation britannique à Stockholm, Bertha Phillpotts est faite chevalier de l'Ordre de l'Empire britannique (liste de 1918)[9] En 1929, elle est dame commandeur de l'Ordre de l'Empire Britannique pour ses services à l'éducation[10], première femme universitaire à être ainsi honorée[11].
- 1919 : doctorat honoris causa (Litt. D.) du Trinity College, de Dublin
- Un fonds Dame Bertha Phillpotts pour la promotion du vieux norrois et des études islandaises de l'université de Cambridge porte son nom[12].

## Galerie

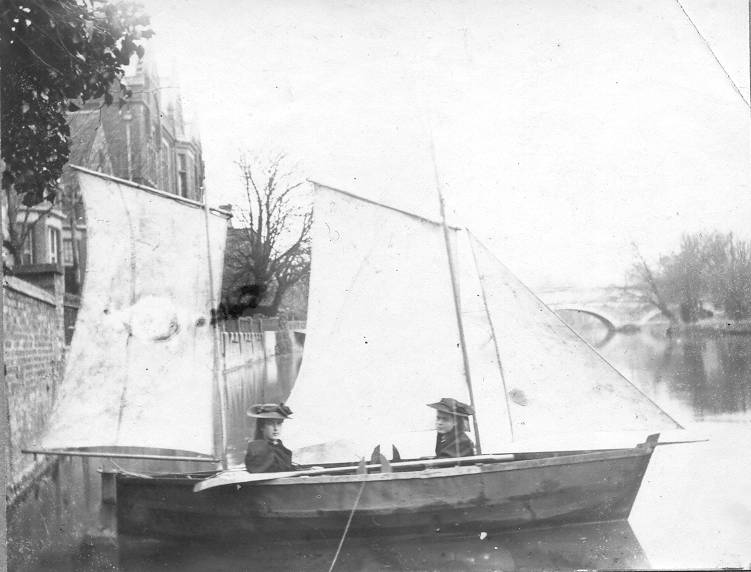
1896
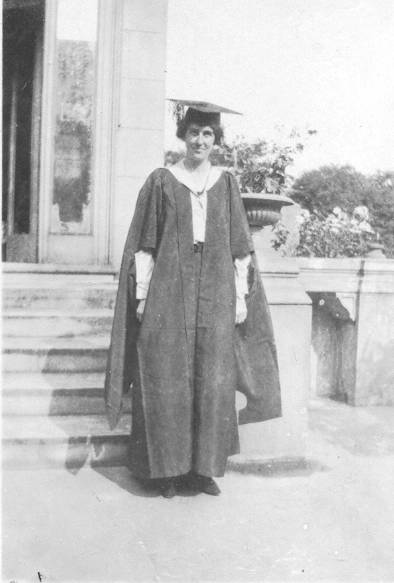
à Girton College, c.1901
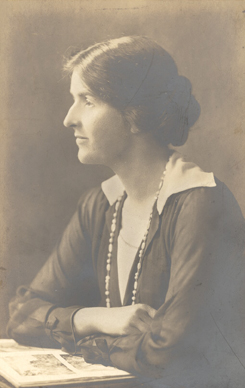
c.1920
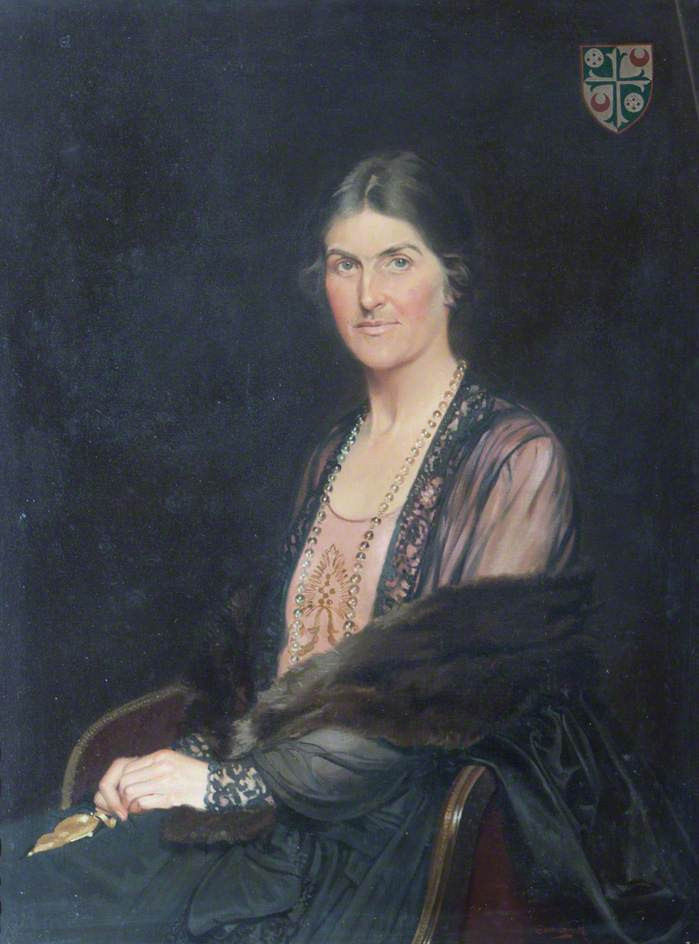
Girton College
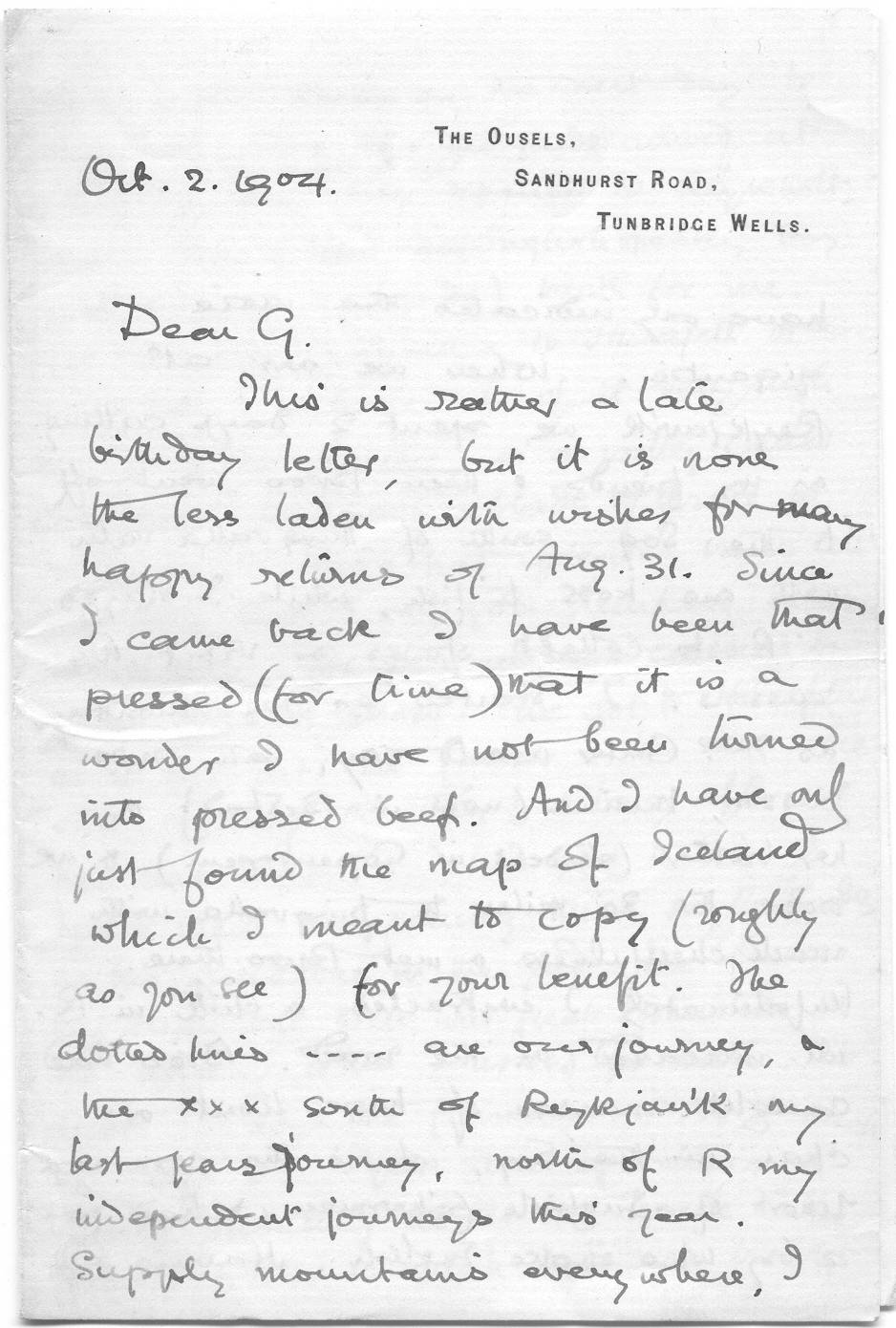
La première page de la lettre, Bertha Phillpotts à son frère Geoffrey, 1904
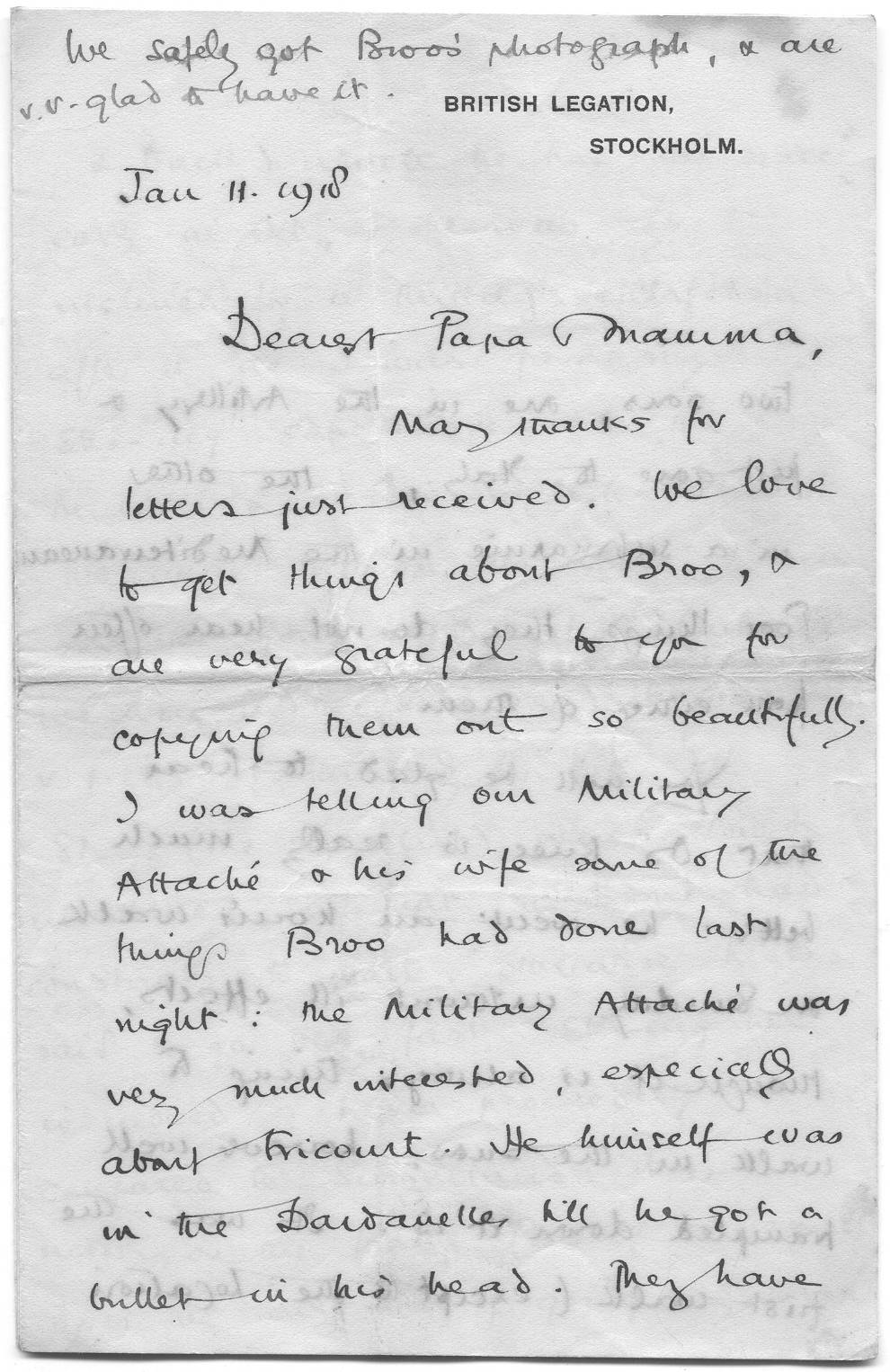
La première page de la lettre, Bertha Phillpotts à ses parents, 1918